# Loch Maree
Il Loch Maree (in gaelico scozzese: Loch Ma-ruibhe ) è un lago (loch) di 28,6 km²  della Scozia nord-occidentale, situato nell'area di Wester Ross  (Ross and Cromarty), nelle Highlands occidentali.

## Geografia

### Collocazione
Il Loch Maree si estende a sud-est del villaggio di Gairloch e a nord-ovest del villaggio di Kinlochewe.

### Dimensioni
Il lago raggiunge una profondità di 110 metri.

### Territorio

#### Isole
- Isola Subhain (isola maggiore)[3]
- Isola Maree[2][3]

## Luoghi d'interesse
Tra i luoghi d'interesse del lago, figura una cappella sull'isola Maree, che sarebbe stata il rifugio nell'VIII secolo di San Melrubio.

## Galleria d'immagini

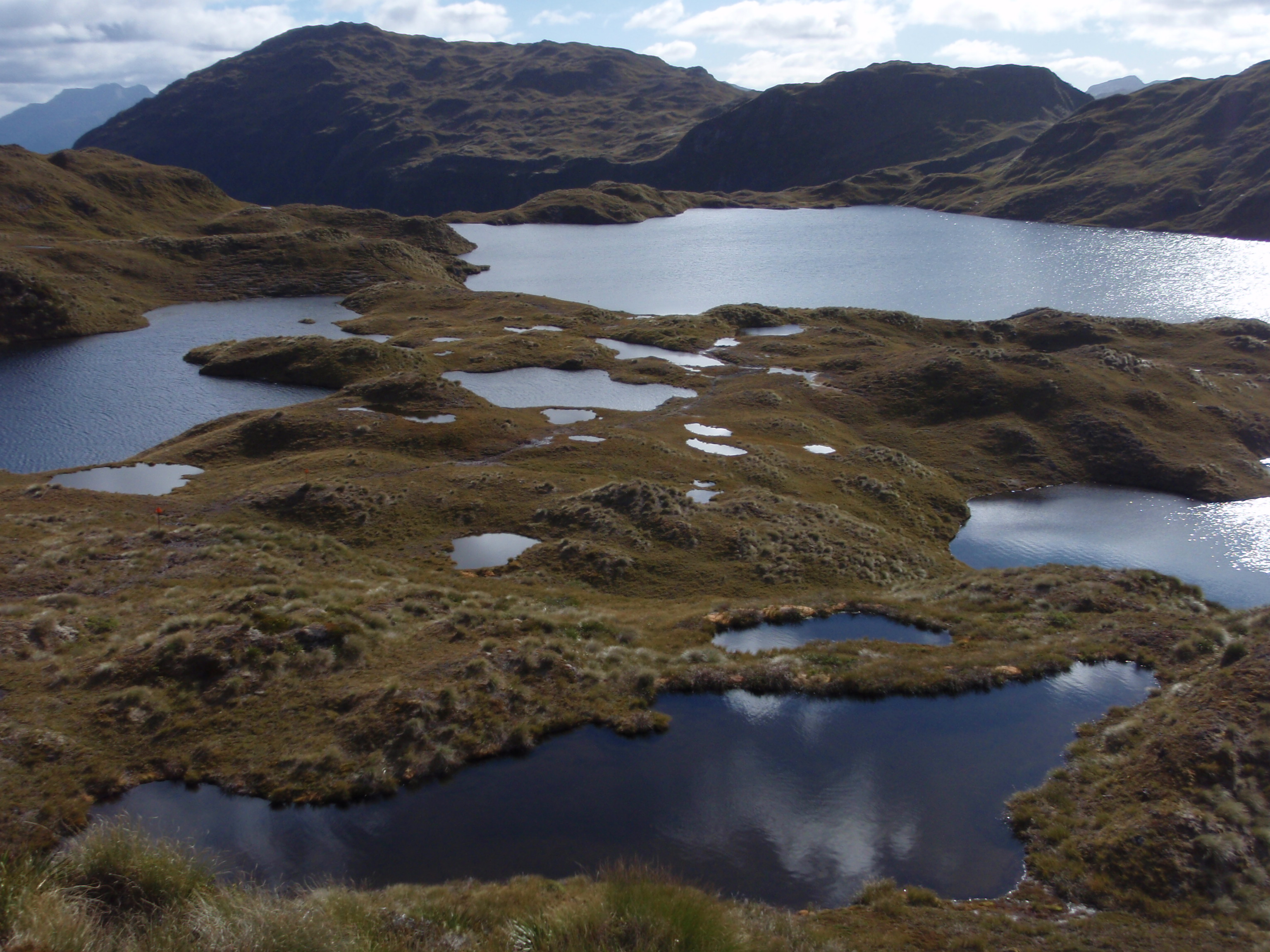
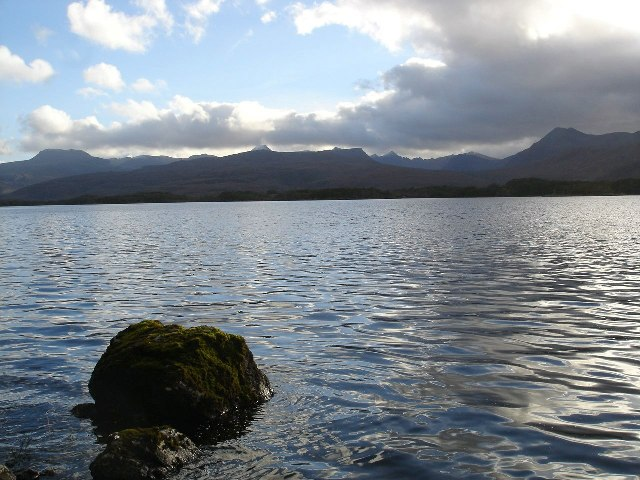
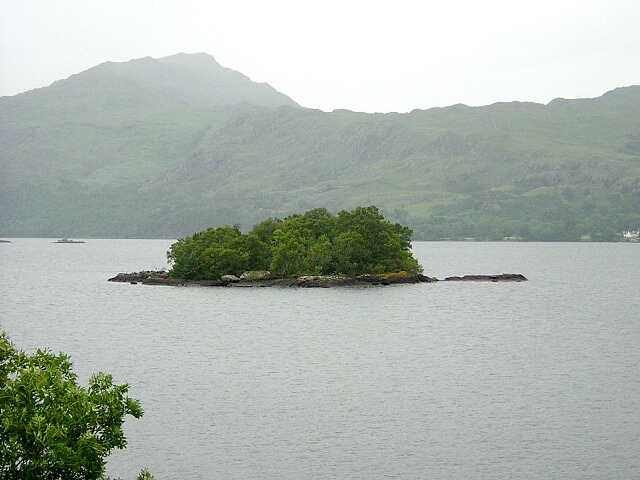
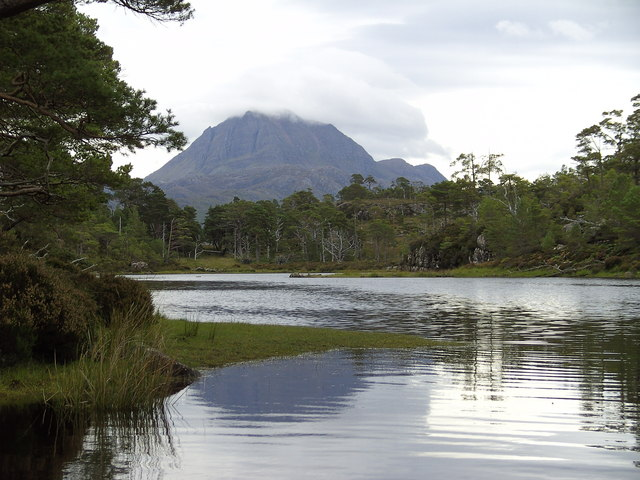
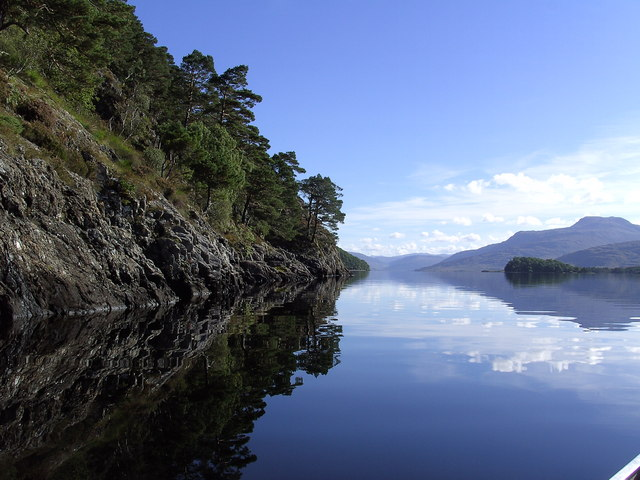
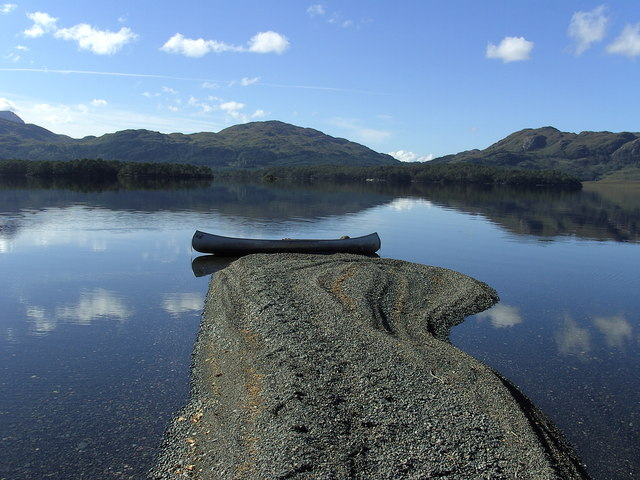